# Campeonato Europeo de Baloncesto Femenino de 1964
El IX Campeonato Europeo de Baloncesto Femenino se celebró en Budapest (Hungría) entre el 6 y el 13 de septiembre de 1964 bajo la denominación EuroBasket Femenino 1964. El evento fue organizado por la Confederación Europea de Baloncesto (FIBA Europa) y la Federación Húngara de Baloncesto.
Un total de doce selecciones nacionales afiliadas a FIBA Europa compitieron por el título europeo, cuyo anterior portador era el equipo de la Unión Soviética, vencedor del EuroBasket 1962. 
La selección de la Unión Soviética se adjudicó la medalla de oro al derrotar en la final al equipo de Bulgaria con un marcador de 55-53. En el partido por el tercer puesto el conjunto de Checoslovaquia venció al de Rumanía.

## Plantilla del equipo campeón
- Unión Soviética:

Nina Poznanskaja, Tamara Pyrkova, Alisa Antipina, Ravilja Salimova, Raisa Michajlova, Ljudmila Kukanova, Feodora Orel, Skaidrīte Smildziņa, Valve Lüütsepp, Tat'jana Sorokina, Lidija Leont'eva, Nelli Čijanova. Seleccionadora: Lidia Alekséyeva